# Sebîne, Nova Odesa
Sebîne (în ucraineană Себине) este o comună în raionul Nova Odesa, regiunea Mîkolaiiv, Ucraina, formată numai din satul de reședință.

## Demografie
Componența lingvistică a comunei Sebîne
     Ucraineană (87,69%)
     Rusă (9,97%)
     Română (1,14%)
     Alte limbi (0,2%)
Conform recensământului din 2001, majoritatea populației comunei Sebîne era vorbitoare de ucraineană (87,69%), existând în minoritate și vorbitori de rusă (9,97%) și română (1,14%).